# Netoxena
Netoxena é um gênero extinto de mariposas pertencente à família Eolepidopterigidae, que viveu durante o Período Cretáceo no Brasil. O fóssil desse gênero foi descoberto por Xena Martins Neto em 1999.